# Mohammed Saeed
Mohammed Saeed Al-Hammadi (Arabic:محمد سعيد الحمادي) (sinh ngày 9 tháng 4 năm 1995) là một cầu thủ bóng đá người Các Tiểu vương quốc Ả Rập Thống nhất. Hiện tại anh thi đấu cho Al Hamriyah mượn từ Emirates.